# Багряна королева
«Багряна королева» ('англ. Red Queen)) — фентезійний роман письменниці-фантастки та сценаристки Вікторії Авеярд. Перша публікація книги датується 10 лютого 2015 року. 2017 року роман перекладено українською мовою видавництвом «Наш формат» (перекладач — Ярослава Стріха).

## Огляд книги
«Багряна королева» є романом про світ, поділений за кров'ю — світ Червоних та Срібних. Червоні є простолюдинами, якими керують Срібні — наділена суперсилами та ототожнена з божеством еліта. Для 17-ти річної Мари Бароу, дівчини зі світу простаків, яка проживає з родиною в одному бідному селищі, здається нічого ніколи не зміниться.
Найкращого друга Мари зараховують до рядів армії, відтоді вона виношує ідею звільнити його будь-яким шляхом. Ситуація загострюється, коли головна героїня починає прислуговувати в палаці Срібних. Перебуваючи в оточенні людей, яких вона найбільше ненавидить, Мара дізнається про свої надможливості, які здатні знищити нанівець усталений баланс. Єдиний нюанс — в її жилах тече червона кров…і утаємничити цей парадокс королівській владі вдається — вони замикають Мару та тримають в полі зору.
Срібні шаленіють, адже Червоні можуть бути наділені такими ж силами як і вони. Король переконує Мару, що вона одна з них, і намагається використати дівчину, щоб згладити та утихомирити довготривалий конфлікт двох сторін. Для загалу король оголосив Мару раніше зниклою безвісти принцесою та терміново влаштував заручини з одним зі своїх синів.
В цей час Мара тренується в королівських лавах, розвиває та нарощує свою силу.
Знаючи, що один хибний крок може призвести до смерті, вона все ж тишком-нишком допомагає вартовому Червоних та повалює режим Срібних.
Та це світ зради та брехні і Мара почала в ньому небезпечну гру — добро проти зла, принцеса проти принца, та, власне, боротьба Мари з собою.

## Переклад українською
- Авеярд, Вікторія. Багряна королева / пер. Ярослава Стріха. К.: Наш Формат, 2017. — 176 с. — ISBN 978-617-7513-22-2